# Lunningpriset
Lunningpriset, The Lunning Prize, var en utmärkelse som tilldelades framstående unga danska, norska, finländska och svenska formgivare och konsthantverkare under perioden 1951–1970.
Årligen utsågs två pristagare av olika nationaliteter, som delade på prissumman; dessutom kunde priset inte tillfalla representanter av ett och samma land fler än två gånger i rad.
Priset har fått sitt namn efter den danskfödde affärsmannen och ägaren till Georg Jensen A/S i New York, Frederik Lunning (1882–1952). Det utdelades första gången den 21 december 1951, på Lunnings 70-årsdag. 
Priset lades ned 1970 med anledningen att både Frederik Lunning och hans son Just, som efterträdde fadern som verkställande direktör vid Georg Jensen, avlidit.

## Prismottagare
- 1951

Hans J. Wegner, Danmark
Tapio Wirkkala, Finland
- 1952

Carl-Axel Acking, Sverige
Grete Prytz Kittelsen, Norge
- 1953

Tias Eckhoff, Norge
Henning Koppel, Danmark
- 1954

Ingeborg Lundin, Sverige
Jens H. Quistgaard, Danmark
- 1955

Ingrid Dessau, Sverige
Kaj Franck, Finland
- 1956

Jörgen och Nanna Ditzel, Danmark
Timo Sarpaneva, Finland
- 1957

Hermann Bongard, Norge
Erik Höglund, Sverige
- 1958

Poul Kjærholm, Danmark
Signe Persson-Melin, Sverige
- 1959

Arne Jon Jutrem, Norge
Antti Nurmesniemi, Finland
- 1960

Torun Bülow-Hübe, Sverige
Vibeke Klint, Danmark
- 1961

Bertel Gardberg, Finland
Erik Pløen, Norge
- 1962

Hertha Hillfon, Sverige
Kristian Vedel, Danmark
- 1963

Karin Björquist, Sverige
Börje Rajalin, Finland
- 1964

Vuokko Eskolin-Nurmesniemi, Finland
Bent Gabrielsen, Danmark
- 1965

Eli-Marie Johnsen, Norge
Hans Krondahl, Sverige
- 1966

Gunnar Cyrén, Sverige
Yrjö Kukkapuro, Finland
- 1967

Erik Magnussen, Danmark
Kirsti Skintveit, Norge
- 1968

Björn Weckström, Finland
Ann och Göran Wärff, Sverige
- 1969

Helga och Bent Exner, Danmark
Bo Lindekrantz och Börge Lindau, Sverige
- 1970

Kim Naver, Danmark
Oiva Toikka, Finland